# Jeff "Swampy" Marsh

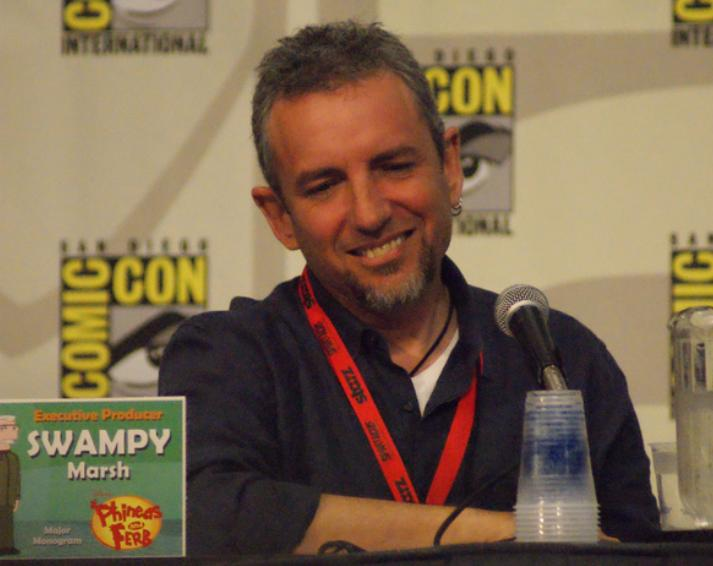
Marsh no San Diego Comic-Con 2009.

Jeff "Swampy" Marsh (Santa Mônica, Califórnia, 9 de dezembro de 1963) é diretor de televisão, escritor, produtor de televisão e ator norte-americano. Marsh trabalhou no desenho A Vida Moderna de Rocko, da Nickelodeon e está produzindo o desenho Phineas e Ferb, da Disney, criado por ele e seu amigo, Dan Povenmire, e dublando no desenho, Major Monograma, chefe de Perry, o ornitorrinco.